# Луций Марий Максим
Луций Марий Максим (лат. Lucius Marius Maximus) — римский политический деятель и сенатор первой половины III века.

## Биография
Его отцом был консул 223 года и историк Луций Марий Максим Перпетв Аврелиан. О карьере Максима известно только лишь то, что в 232 году он занимал должность ординарного консула вместе с Луцием Вирием Лупом Юлианом. Его двоюродным братом был консул 237 года Луций Марий Перпетв.